# Maczużnik nasięźrzałowy

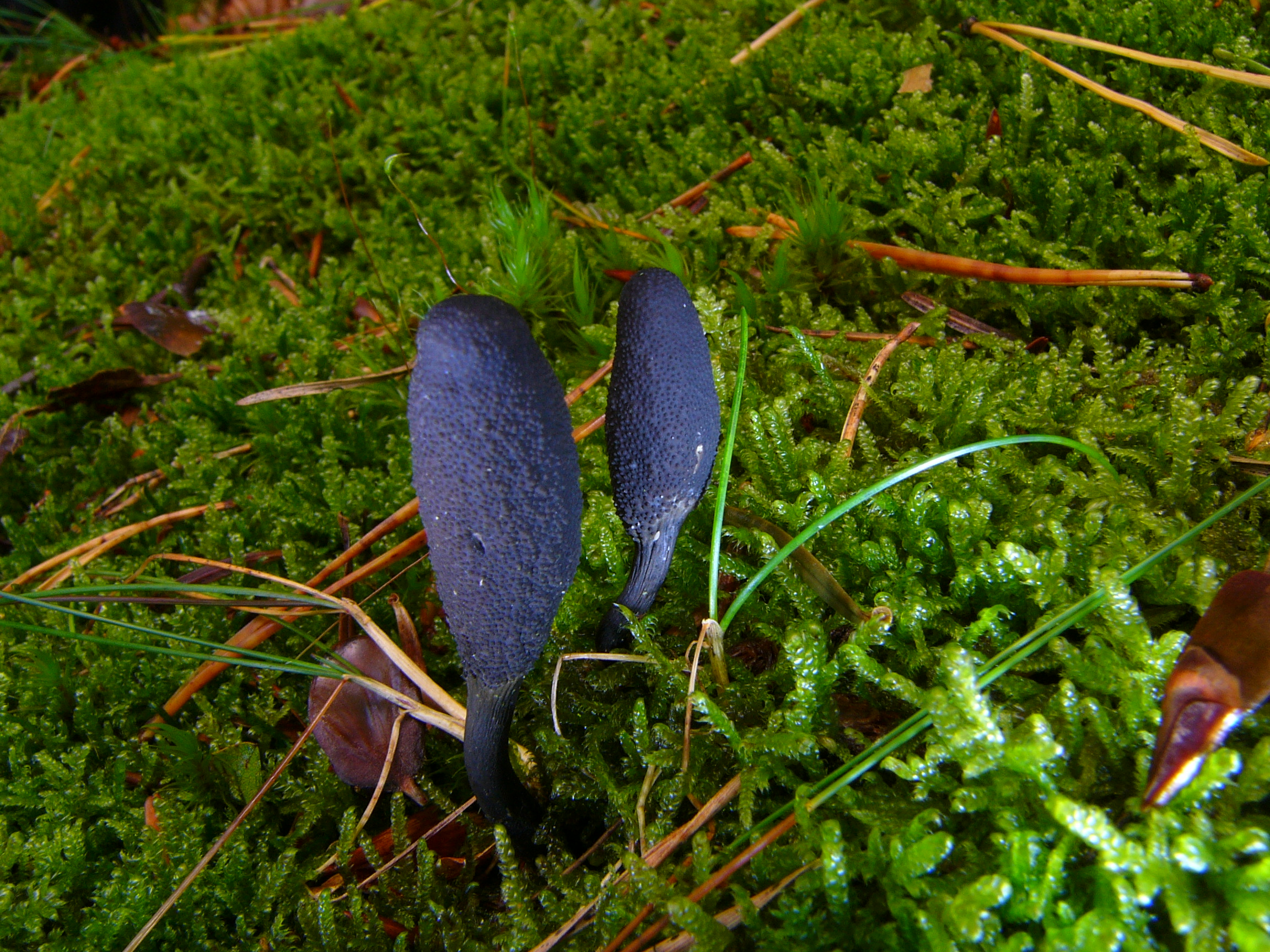

Maczużnik nasięźrzałowy (Tolypocladium ophioglossoides (J.F. Gmel.) C.A. Quandt, Kepler & Spatafora) – gatunek grzybów z rodziny Ophiocordycipitaceae.

## Systematyka i nazewnictwo
Pozycja w klasyfikacji według Index Fungorum: Elaphocordyceps, Ophiocordycipitaceae, Hypocreales, Hypocreomycetidae, Sordariomycetes, Pezizomycotina, Ascomycota, Fungi.
Po raz pierwszy opisał go w 1792 r. Johann Friedrich Gmelin, nadając mu nazwę Sphaeria ophioglossoides. Obecną, nazwę nadali mu C.A. Quandt, Kepler i Spatafora w 2014 r.
Nazwę polską podali Barbara Gumińska i Władysław Wojewoda, przyjmując systematykę zaliczającą ten takson do rodzaju Cordiceps (maczużnik) w obrębie rodziny maczużnikowatych (Cordycipitaceae). Obecnie jednak według Index Fungorum należy od do rodzaju Tolypocladium i rodziny Ophiocordycipitaceae, tak więc nazwa polska jest już niespójna z nazwą naukową. Ponadto w 2003 r. Wiesław Fałtynowicz nazwał maczużnikiem inny rodzaj grzybów – Sphinctrina.
Niektóre synonimy naukowe:
- Cordyceps ophioglossoides (Ehrh.) Link 1833
- Cordyceps parasitica (Willd.) Henn. 1904
- Elaphocordyceps ophioglossoides (J.F. Gmel.) G.H. Sung, J.M. Sung & Spatafora 2007
- Sphaeria ophioglossoides J.F. Gmel. 1792
- Torrubia ophioglossoides (Ehrh.) Tul. & C. Tul. 1865[4].

## Morfologia
Owocnik jest maczugowaty, o wysokości do 10 cm. Ma cylindryczno-jajowatą główkę i długi trzonek. Młode owocniki mają żółtą i gładką główkę, która z czasem czernieje.
Zarodniki
Zarodniki nitkowate, długości do 200 μm, rozpadają się na eliptyczno-cylindryczne zarodniki wtórne, o wymiarach 2,5-5×2 μm.

## Występowanie
Jest pasożytem podziemnych owocników grzybów jeleniaków. Gatunek spotykany w Europie, w północnych stanach USA i Kanadzie.
W Polsce gatunek rzadki. Znajduje się na Czerwonej liście roślin i grzybów Polski. Ma status R – potencjalnie zagrożony z powodu ograniczonego zasięgu geograficznego i małych obszarów siedliskowych.

## Zastosowanie
Z owocników wyizolowano polisacharydy, które in vitro wykazywały działanie hamujące wzrost komórek nowotworowych linii Sarcoma 180. Jeden z wyizolowanych związków, pochodną kwasu tetramowego, nazwano ofiosetyną (ang. ophiosetin).